# تآكل العظم
تآكل العظم أو تآكل العظام (بالإنجليزية: Bone erosion)‏ هو فقدان العظم نتيجةً لسيرِ المرض. أما التهاب المِفصل التآكلي فهو التهابٌ في المفصل مصحوبٌ بتخريبٍ في العظم، ويشملُ التهاب المفاصل الروماتويدي.
تآكل العظم هو فقدان العظم في مناطقَ محددة، بدلًا من التغير في كثافة العظم كما يحدُ في هشاشة العظام. يُستغرَب أنَّ تآكل العظم غير موجود في الفصال العظمي.

## روابط خارجية
- التهاب المِفصل التآكلي (المميزات) على موقع Radiopaedia.